# 佐藤友哉
佐藤 友哉（さとう ゆうや、1980年12月7日 -）は、日本の小説家。北海道千歳市出身。
ミステリーやホラー、ヤングアダルトの定石から意図的に逸脱したエンターテインメント小説でデビューしたが、近年では純文学をメインに活動している。

## 来歴
1980年、北海道千歳市に生まれた。
中学三年生の頃は『新世紀エヴァンゲリオン』に熱中していた。同時期に聴いたラジオ番組『ファンタジーワールド』内のラジオドラマ『パラサイト・イブ』が気になり、原作本を購入、これまでほとんど小説に触れたことのなかった佐藤は、読み進めるのにかなり難儀したが、なんとか読破した。以降は角川ホラー文庫を読むようになった。
その後、NHK教育番組『土曜ソリトン SIDE-B』で知った京極夏彦の『魍魎の匣』をきっかけに、森博嗣や西澤保彦などの講談社ノベルスを読み始めた。浦賀和宏の『時の鳥籠』を読んで「こんな狂った物語が現在の出版流通に乗るのか。これを本にするなんてすごい賞だ」と驚愕し、メフィスト賞へ応募した。
北海道千歳北陽高等学校卒業後、フリーターを経て、2001年『フリッカー式 鏡公彦にうってつけの殺人』で、第21回メフィスト賞を受賞。「鏡家サーガ」と銘打って売り出されるも、3作を発表しても重版がかからず、担当編集者の太田克史には「重版童貞」と呼ばれ、結局、売上不振から講談社ノベルスで続編を出せないと宣告された。
2002年7月に文芸・批評誌『新現実』（角川書店）が大塚英志と東浩紀によって創刊され、佐藤は『世界の終わりの終わり』をvol.1～3で連載する。「若い世代の書き手に機会を与える媒体を作ること」を目的として創刊された『新現実』は、講談社ノベルスからの新刊が出せなくなった佐藤に小説を発表する場を与えることになった。
『新現実』での執筆と同時期に、太田克史が主宰・編集した同人誌『タンデムローターの方法論』に参加。2002年11月の第一回文学フリマで販売、好評を博す。佐藤のほか、西尾維新が小説、舞城王太郎が挿絵、笹井一個が表紙イラストを寄稿した。この『タンデムローターの方法論』の執筆陣に、乙一、北山猛邦、滝本竜彦などの若い世代の書き手が加わる形で、2003年9月に文芸誌『ファウスト』（講談社）が創刊される。以後『ファウスト』は佐藤のホームグラウンドとなった。2010年7月に講談社の100%出資子会社として星海社が創立、太田克史が副社長（現在は代表取締役社長）として移籍した後は、星海社FICTIONSでも多数の作品を発表している。
周囲の支援と『ファウスト』創刊前後のムーブメントに乗る形で一般的に認知されるようになる。作品終盤で突如作者本人が登場し「鏡家サーガは、もう出せません」と独白することで話題となった『クリスマス・テロル』が重版されると、デビュー作である『フリッカー式』と2作目の『エナメルを塗った魂の比重』が笹井一個のカヴァーイラストで新装、増刷され、講談社ノベルスから刊行された作品はすべて笹井一個の装画で統一された。
『クリスマス・テロル』刊行後は『新潮』『群像』などの文芸誌から声がかかるようになる。文芸誌で執筆をするにあたり「東京に根城を持って、編集者と密に話をしないと文学は書けない」と判断し、2002年12月に上京。
2005年、『子供たち怒る怒る怒る』が第27回野間文芸新人賞候補となる。
2007年、『1000の小説とバックベアード』が第20回三島由紀夫賞を受賞。当時同賞の史上最年少記録であった（現在は宇佐見りんが最年少）。
2007年5月に講談社より刊行された『灰色のダイエットコカコーラ』で再び野間文芸新人賞候補（第29回）に挙がる。本作のタイトルは佐藤が文学作品を執筆するようになったきっかけの作家である中上健次の著作『灰色のコカコーラ』のオマージュ。
2011年、『新潮』（新潮社）2009年1月号に掲載した『デンデラ』が映画化。主演は浅丘ルリ子が務めた。監督の天願大介は『楢山節考』を監督した今村昌平の息子。2011年6月25日から全国で公開された。著作が映像化されたのはこれが初めてであった。
2012年、『佐藤友哉×星海社1000ドル小説の旅』として、書き下ろし著作をGumroadにて、10名限定に1000ドルで先着販売する企画を行った。この際に執筆された『ラストオーダーの再稼働 鏡佐奈はおわらない探偵』は、2017年1月現在においても「鏡家サーガ」の最新「本編」となっている。各購入者ごとに結末が異なるマルチエンディング制がとられている。同時決済によって当初の定員を超える12名の購入が決定したが、佐藤は新たに二編の追加執筆を行った。7月3日から8日にかけて、担当編集者の太田克史と共に全国12人の購入者に直接会い、渡している。

## 作風
ミステリー、SF、純文学、青春小説、私小説といった多くの要素を内包・縦断する作風が特徴である。
メフィスト賞で同時期にデビューし、交友関係もあった舞城王太郎や西尾維新と比較されることが多く、シニカルで刺々しい作風や自虐的な発言から、今までの文学の流れを無視した若い世代の書き手とされるが、実際は大江健三郎や中上健次といった「王道」が大好きだという（「活字倶楽部」2005年春 インタビュー参照）。
影響を受けた作家にJ・D・サリンジャー、中上健次、高橋源一郎、上遠野浩平、浦賀和宏などを挙げている。また、佐藤の影響を受けたと公言する作家に、森田季節、小柳粒男、鏡征爾、斜線堂有紀などがいる。
純文学・大衆文学を問わない様々な小説、ロック音楽や漫画・アニメ・ゲームといったサブカルチャーなどさまざまな意匠を戯画・パロディ的に用いる。また、先行作品を参考・下敷きにしてオマージュ的に作品を執筆することが多く、『鏡家サーガ』はJ・D・サリンジャーの『グラース・サーガ』、『1000の小説とバックベアード』は高橋源一郎の『日本文学盛衰史』、『デンデラ』は柳田国男『遠野物語』、深沢七郎『楢山節考』、吉村昭『羆嵐』などへのオマージュとして執筆された。
佐藤の原風景である北海道は頻繁に作品の舞台となり、「閑散とした息苦しい地方都市」「灰色の町」として描写される。また、置かれた状況に対しての憤り、憎悪、鬱屈、焦燥、葛藤といった苦悩を生々しく描写する語り手を主人公に据えることが多い。主人公は物事や事件、環境に自ら狂いながらも抵抗していく。これらの舞台設定や語り手の心象、物語の筋といったものは、佐藤自身が置かれている実際の状況や、昔の経験などが少なからず反映されており、私小説的な筆致であると言える（「北海道の地方都市で、無為の日々を過ごすフリーター」の語り手を描いた『水没ピアノ』、「作家としてデビュー、上京するも執筆活動が思うように進まない」といった主人公を描いた『世界の終わりの終わり』など）。

## 人物
妻は小説家の島本理生。2006年末に結婚、一度離婚を経て、2010年末に復縁し再婚した。
デビュー作の『フリッカー式』をメフィスト賞に投稿した際はまだ19歳であったため、『メフィスト』の座談会では「戦慄の十九歳」と呼ばれていた。
映画『立喰師列伝』（監督：押井守）に出演している。
「ユヤタン」という愛称で呼ばれており、このことは佐藤本人も知っている（『ファウスト』Vol.1エッセイ参照）。
出身地北海道の放送局HTB製作のバラエティー番組『水曜どうでしょう』のファン。同番組の企画の一つ「東京ウォーカー」を真似し東京を歩き続けた結果、ひどい筋肉痛で3日間、動けなくなったという逸話を持つ。
ギターやロック音楽が趣味であり、出版関係者と共にバンドを結成するほど。ナンバーガール、SUPERCARなどを好んで聴くという。こういったバンドの名前は作中にも現れ、三作目『水没ピアノ 鏡創士がひきもどす犯罪』では、中村一義が物語を進行するにあたっての大きなファクターとして登場した。また、ロックバンド昆虫キッズのアルバム『こおったゆめをとかすように』にコメントを寄稿している。
2019年より、滝本竜彦、海猫沢めろん、pha、ロベスらとロックバンド、エリーツを結成して活動している。
渡辺浩弐が中心となって進めているニコニコ動画内の「ニコニコチャンネルGTV」にも参加し、読者との新たな関係を模索している。

## 受賞・候補歴
- 2001年 - 『フリッカー式 鏡公彦にうってつけの殺人』で第21回メフィスト賞受賞
- 2005年 - 『子供たち怒る怒る怒る』（短編集）で第27回野間文芸新人賞候補
- 2007年 - 『1000の小説とバックベアード』で第20回三島由紀夫賞受賞
- 2007年 - 『灰色のダイエットコカコーラ』で第29回野間文芸新人賞候補

## 作品リスト

### 鏡家サーガ
佐藤は作家のJ・D・サリンジャーに強い影響を受けており、「鏡家」はサリンジャーの『グラース・サーガ』に登場する「グラース家」がモチーフになっている。
表紙絵はノベルス、文庫版とも笹井一個が描いている。ノベルス版『フリッカー式』、『エナメルを塗った魂の比重』の表紙は、増刷分より笹井のイラストに変更された。
2021年11月より「佐藤友哉デビュー20周年記念復刊企画」として『フリッカー式』『エナメルを塗った魂の比重』『水没ピアノ』『クリスマス・テロル』が星海社FICTIONSから4カ月連続で刊行された。
単行本
- フリッカー式 鏡公彦にうってつけの殺人（2001年7月、講談社ノベルス、ISBN 978-4-06-182196-5／2007年3月、講談社文庫、ISBN 978-4-06-275319-7／2021年11月、星海社FICTIONS、ISBN 978-4-06-526152-1）
- エナメルを塗った魂の比重 鏡稜子ときせかえ密室（2001年12月、講談社ノベルス、ISBN 978-4-06-182210-8／2007年9月、講談社文庫、ISBN 978-4-06-275832-1／2021年12月、星海社FICTIONS、ISBN 978-4-06-526457-7）
- 水没ピアノ 鏡創士がひきもどす犯罪（2002年3月、講談社ノベルス、ISBN 978-4-06-182241-2／2008年4月、講談社文庫、ISBN 978-4-06-276022-5／2022年1月、星海社FICTIONS、ISBN 978-4-06-526777-6）
- 鏡姉妹の飛ぶ教室 〈鏡家サーガ〉例外編（2005年2月、講談社ノベルス、ISBN 978-4-06-182414-0）
  - 初出：講談社のWebサイトで連載、2003年7月-2004年1月
- 青酸クリームソーダ 〈鏡家サーガ〉入門編（2009年2月、講談社ノベルス、ISBN 978-4-06-182597-0）
  - 初出：『ファウスト』Vol.7、2008年8月
- ラストオーダーの再稼働 鏡佐奈はおわらない探偵（2012年7月、星海社）
  - 『佐藤友哉×星海社のGumroad1000ドル小説の旅』の企画による作品[10]。限定12部販売。全てエンディングが異なる。
- ナイン・ストーリーズ（2013年8月、講談社、ISBN 978-4-06-218474-8）
  - チェリーフィッシュにうってつけの日 （『群像』2004年8月号）
  - わたしのひょろひょろお兄ちゃん （『ファウスト』Vol.5、2005年5月）
  - 対ロボット戦争の前夜 （『ファウスト』Vol.5、2005年5月）
  - 憂い男 （『ファウスト』Vol.6 SIDE-A、2005年11月）
  - 小川のほとりで （『群像』2004年8月号）
  - ナオミに捧ぐ――愛も汚辱のうちに （『ファウスト』Vol.5、2005年5月）
  - 愛らしき目もと口は緑 （『ファウスト』Vol.6 SIDE-A、2005年11月）
  - コードウェイナー・スミスの青の時代 (『ネット小説SNS - dNoVeLs[11]』2012年12月25日に発表)
  - レディ （『ファウスト』Vol.6 SIDE-A、2005年11月）

短編シリーズ。タイトルは全てサリンジャーの『ナイン・ストーリーズ』（野崎孝訳）からもじったものである。
未単行本化作品
- 鏡姉妹の動物会議 〈鏡家サーガ〉本格編
  - 第一回 自信と侍臣 （『メフィスト』2008年5月号）
- 音楽の七番目の機能（『ELITES』Vol.2、2020年11月）
- 七回忌（2021年1月1日、本編テキストをダウンロードできるリンクがTwitter上で公開[12]）
- よく規律のとれた七年だった（『ELITES』Vol.4、2021年11月）

- あの子の大好きな七ページを、みんなで、いっせいに見るお話（2022年5月、「佐藤友哉デビュー20周年記念復刊企画」の際に実施されたクラウドファンディングのリターンとして支援者に限定配布）
- 七分早く死んだ女（『エリーツ』11、2025年5月）

関連単行本
鏡家サーガには含まれないが、登場人物や設定が一部共通する。
- クリスマス・テロル invisible × inventor（2002年8月、講談社ノベルス、ISBN 978-4-06-182269-6／2009年3月、講談社文庫、ISBN 978-4-06-276301-1／2022年2月、星海社FICTIONS、ISBN 978-4-06-527083-7）
- 少年探偵には向かない事件（2022年、星海社FICTIONS、ISBN 978-4-06-528078-2）

### 転生！ 太宰治シリーズ
太宰治が現代に転生したという体裁で綴られる作品。
- 転生！ 太宰治 転生して、すみません。（2018年9月、星海社FICTIONS）
- 転生！ 太宰治 2 芥川賞が、ほしいのです（2019年3月、星海社FICTIONS）
- 転生！ 太宰治 ファイナル コロナで、グッド・バイ（2021年10月、星海社FICTIONS）

### ノンシリーズ
単行本
- 子供たち怒る怒る怒る（2005年、新潮社、のち文庫）
  - 大洪水の小さな家 （『新潮』2004年5月号）
  - 死体と、 （『新潮』2004年6月号）
  - 慾望 （『新潮』2004年1月号）
  - 子供たち怒る怒る怒る （『新潮』2005年1月号）
  - 生まれてきてくれてありがとう!（書き下ろし）
  - リカちゃん人間（書き下ろし）
- 1000の小説とバックベアード（2007年、新潮社、のち文庫）
  - 初出：『新潮』2006年12月号
- 灰色のダイエットコカコーラ（2007年、講談社BOXピース／2013年11月、星海社文庫、絵：押見修造）
  - 灰色のダイエットコカコーラ （同人誌『タンデムローターの方法論』、第1回文学フリマ、2002年11月3日）
  - 赤色のモスコミュール （『ファウスト』Vol.1）
  - 黒色のポカリスエット （『ファウスト』Vol.2） - 読みは「こくしょくの〜」
  - 虹色のダイエットコカコーラレモン （『ファウスト』Vol.3（短縮版）に加筆修正）
    - 雑誌掲載時は鬼頭莫宏によるイラストがあったが、単行本には収録されていない。題名は中上健次『灰色のコカコーラ』より。
- 世界の終わりの終わり（2007年、角川書店）
  - 第一話『世界』の終わり （『新現実』vol.1）
  - 第二話『世界の終わり』 （『新現実』vol.2）
  - 第三話『世界の終わり』の終わり （『新現実』vol.3）
    - 単行本では、雑誌掲載時より大幅に加筆修正されている。
- デンデラ（2009年、新潮社、のち文庫）
  - 初出：『新潮』2009年1月号
- 333のテッペン（2010年、新潮社）
  - 333のテッペン （小説新潮五月号別冊『Story Seller』、2008年4月）
  - 444のイッペン （小説新潮五月号別冊『Story Seller』Vol.2、2009年4月）
  - 555のコッペン （小説新潮五月号別冊『Story Seller』Vol.3、2010年4月）
  - 666のワッペン （『小説新潮』2010年7月号）
- 星の海にむけての夜想曲（2012年7月、星海社FICTIONS）
  - 花下（同人誌『おはなしごほん』、2011年10月）
  - 星の海にむけての夜想曲（星海社WEBサイト、2011年7月7日のカレンダー小説として発表）
  - 血の海にむけての課題曲（書き下ろし）
  - 夢の礫がみつけたものは（書き下ろし）
  - 星の契がのこしたものは（書き下ろし）
  - 散花（書き下ろし）
- 1000年後に生き残るための青春小説講座（2013年、講談社）特集「戦後文学を読む」連作小説
  - 割と暗い絵 （『群像』2010年4月号） - 野間宏「暗い絵」が題材
  - 蠼（はさみむし）のすえ （『群像』2010年9月号） - 武田泰淳「蝮のすゑ」が題材
  - 深夜の主演（『群像』2011年12月号）- 椎名麟三「深夜の酒宴」が題材
    - 初出時タイトル：緊急特別企画 恋せよ原発 東日本大震災・福島原発事故に対する文学者たちの模範解答予防集〜あるいは『深夜の主演』

  - 十二月七日（『群像』2012年4月号）- 太宰治「十二月八日」が題材
    - 初出時タイトル：緊急特別企画（2）命短し恋せよ原発 原発が絡むと若者のように自意識過剰な文章を書いてしまう作家たちへの処方箋〜あるいは『十二月七日』

  - ライ麦畑でつかまえてくれ（『群像』2012年6月号）- J・D・サリンジャー『ライ麦畑でつかまえて』が題材
    - 特集「戦後文学を読む」未単行本化作品
      - 凶作合評（前編）（『群像』2011年1月号） - 番外編、椎名麟三の予定を変更して、富岡幸一郎・鴻巣友季子・円城塔の「蠼のすえ」創作合評（2010年10月号）をうけての作品
      - 凶作合評（後編）（『群像』2011年9月号）
- ベッドサイド・マーダーケース（2013年、新潮社）
  - ベッドサイド・マーダーケース（新潮4月号別冊『Story Power』2012、2012年3月）
  - ベッドタウン・マーダーケース（『新潮』2013年8月号）
  - ベッドルーム・マーダーケース（書き下ろし）
- 俳優探偵 僕と舞台と輝くあいつ（2017年、角川文庫）
  - 舞台上で消えた役者（『小説屋 sari-sari』2016年11月号・12月号）
  - 殺人オーディション（『小説屋 sari-sari』2017年2月号 - 4月号）
  - 観ると死ぬ舞台（『小説屋 sari-sari』2016年7月号・8月号）
- 青春とシリアルキラー（2022年、ホーム社）
  - 青春とシリアルキラー（ホーム社WEBサイト「HB」、2019年3月 - 2021年3月）
  - ドグマ34（『すばる』2015年4月号）

### ノベライズ
ダンガンロンパ
スパイク・チュンソフトのゲームソフト『ダンガンロンパシリーズ』のノベライズ作品。登場人物の一人である十神白夜が主人公のスピンオフ作品である。表紙イラストは上・中巻が高河ゆん、下巻がしまどりる。
- ダンガンロンパ十神（上）世界征服未遂常習犯 （2015年11月、星海社FICTIONS）
- ダンガンロンパ十神（中）希望ヶ峰学園VS.絶望ハイスクール （2016年4月、星海社FICTIONS）
- ダンガンロンパ十神（下） 十神の名にかけて （2017年2月、星海社FICTIONS）

### 共著・アンソロジーなど参加作品
- Story Seller （2009年1月、新潮文庫）
  - 333のテッペン （書き下ろし）
- Story Seller Vol.2 （2010年1月、新潮文庫） 
  - 444のイッペン （書き下ろし）
- Story Seller Vol.3 （2011年1月、新潮文庫）
  - 555のコッペン （書き下ろし）
- 星海社カレンダー小説2012（上） （2011年7月、星海社FICTIONS）
  - 星の海にむけての夜想曲 （星海社WEBサイト、2011年7月7日のカレンダー小説として発表）
- カレンダー・ラブ・ストーリー 読むと恋したくなる （2014年7月、星海社文庫）
  - 星の海にむけての夜想曲
- 本をめぐる物語 小説よ、永遠に（2015年11月、角川文庫）
  - ナオコ写本 （『ダ・ヴィンチ』、KADOKAWA・メディアファクトリー ブランド、2015年3月）
- アイアムアヒーロー THE NOVEL（2016年4月、小学館）のちに文庫化
  - 消え残る （書き下ろし。発表されたものとしては、妻である島本理生と初の共著となる）
- 走る?（2017年8月、文春文庫）
  - 熊の夜戦（『Number Do』vol.17、2014年9月、文藝春秋）
- ステイホームの密室殺人 2 コロナ時代のミステリー小説アンソロジー（2020年9月、星海社FICTIONS）
  - 潔癖の密室（書き下ろし）

### 未単行本化作品
連載
- 2345 （『パンドラ』）
  - 2345（体験版）（Vol.2 SIDE-B、2008年12月）
  - 2345（実践版）（Vol.3、2009年4月）
  - 2345（終了版）（Vol.4、2009年8月）
- 風不死岳心中 (ふっぷしだけしんじゅう)（『KENZAN!』Vol.8、2009年3月 - vol.14、2011年3月）
- 介護ガール
  - 介護ガール《起》バージョン1・0 （Webサイト「芥川賞計画 特設ブログ」に掲載、2010年2月）
- 第六塔のバルブ（『カドカワキャラクターズ ノベルアクト』2、2012年6月 - 3、2013年8月）
- 妻を殺したくなった夜に（ホーム社WEBサイト「HB」2022年11月 - 2024年10月）
- アカネと本宮（『エリーツ』7、2023年5月 - 9、2024年5月）

単発作品
- 藪れません （『群像』2003年1月号）
  - 現代小説・演習（第一回）。評論家が小説の方法論に関する評論を書き、その内容を受けて小説家が小説を書くという企画。評論パートは石川忠司『絶対的「肯定」の小説、絶対的「不信」の小説』で、芥川龍之介「藪の中」を題材とした「神の視点」問題についての評論。
- 地獄の島の女王 （『ファウスト』Vol.4、2004年11月）
  - 「上京」というテーマで競作した際に書かれた短編。ジェラルド・カーシュ「豚の島の女王」のパロディ的作品。
- 誰にも続かない （『ファウスト』Vol.4、2004年11月）
  - 乙一・北山猛邦・滝本竜彦・西尾維新とのリレー小説。50音順に担当し、佐藤は第3パートを担当した。
- ウィワクシアの読書感想文 （『ファウスト』Vol.7、2008年8月）
- トカトントンコントロール （『新潮』2009年7月号）
  - 太宰治生誕百周年創作特集「わたしの人間失格」に寄せた短編
- 333のゼンペン（『波』2010年12月号）
- 星を食う人（『小説新潮』2011年1月号）
- ハピネス（『ファウスト』Vol.8、2011年9月）
- エルギネルペトンの読書日記（『ファウスト』Vol.8、2011年9月）
- 今まで通り（『新潮』2012年2月号）
  - のちにペンギン・ブックスの短編集に収録され、2019年2月に新潮社から発行された『ペンギン・ブックスが選んだ日本の名短編29』に収録。
- 夢の葬送（『新潮』2012年4月号）
- 丑寅（『新潮』2013年1月号）
- ねじ（『カドカワキャラクターズ ノベルアクト』3、2013年8月）
  - 「リング」&「貞子」トリビュート小説
- ドグマの生成過程（『すばる』2014年1月号）
- 銀河（『ダ・ヴィンチ』2014年8月号）
  - フジファブリックの楽曲『銀河』からの着想による短編小説
- 舌禍（『すばる』2015年10月号）
- 離昇（『文學界』2016年6月号）
- 神がかり（『新潮』2017年12月号）
- アイスピック（『新潮』2018年9月号）
- 大火（『零合』第2号 2024年2月）

極小部数の販売・配布作品
- 灰色のダイエットコカコーラ （同人誌『タンデムローターの方法論』、第1回文学フリマ、2002年11月3日） - 改稿後単行本に収録
- パンパース先生、太陽に会う （『子供たち怒る怒る怒る』のサイン会で配布、2005年6月12日）
- 気違いじゃないお茶会 （活字倶楽部企画のイベントで配布された小冊子「〜佐藤友哉と午後のひととき〜 楽しい時間を過ごすための課題図書」に掲載、2005年11月20日）
- もう汚れてしまった怪獣 （KOBOCAFE限定 特別小冊子、2008年7月）
- 熊との共生をめざして（代官山蔦屋書店でのイベント・ミステリカーニバルのサイン会で配布、2023年10月28日）
- 絶対無敵の名探偵（同上）
- 熊のことだけ考えて暮らしたい（第37回文学フリマ東京、2023年11月11日）
- 「遺書」事件（第39回文学フリマ東京、2024年12月1日）
- 「自殺」事件（第40回文学フリマ東京、2025年5月11日）

### エッセイ等
連載
- 佐藤友哉の人生・相談（『ファウスト』Vol.1、2003年9月 - Vol.8、2011年9月）
- 佐藤友哉の人生・報告（『ファウスト』Vol.8、2011年9月）

その他
- 殴り殺したい他人 （『群像』2003年11月号、講談社） - 「人生最大の暴力」というテーマでのエッセイ
- プチ「水曜どうでしょう」の旅--ある"どうで症"小説家の手記 （『Quick Japan』Vol.52、2004年3月）
- 書く前に読め （『群像』2005年11月号、講談社） - 「特集 大江健三郎 「文学の言葉」を伝えるために」に寄せた書評。
- 嘘だけど （『群像』2006年6月号、講談社） - 「人生最大の嘘」というテーマでのエッセイ
- 1000の宣伝とバックベアード （『新潮』2007年5月号） - 『1000の小説とバックベアード』単行本発売に際してのエッセイ。
- 1000の受賞とバックベアード （『新潮』2007年7月号） - 第20回三島由紀夫賞受賞記念エッセイ。他に受賞の言葉や選評、冒頭部分の転載もこの号にある。
- ぼくのかんがえたほっかいどうちょうじん （同人誌『Xamoschi』、第7回文学フリマ、2008年11月9日／『東浩紀のゼロアカ道場 伝説の「文学フリマ」決戦』に再録、講談社、2009年3月）
- ダンダラ （新潮社PR誌『波』2009年7月号） - 『デンデラ』刊行記念のエッセイ
- サリンジャー教徒になんかならない （『文學界』2010年4月号） - 特集「さよなら、サリンジャー」
- サリンジャーが死んだ （『新潮』2010年4月号）
- これは「本の本」ではありません（講談社PR誌『本』2013年2月号）- 『1000年後に生き残るための青春小説講座』刊行記念のエッセイ
- THIS SANDWICH IS NO MAYONNAISE（『新潮』2019年6月号）
- 小説はフィクションです（『新潮』2025年3月号）

### 文庫解説
- クリスマス・テロル invisible × inventor（著者：佐藤友哉、2009年3月、講談社文庫） - 自著の解説を行った。
- ペンギン村に陽は落ちて（著者：高橋源一郎、2010年6月、ポプラ文庫）
- B級恋愛グルメのすすめ（著者：島本理生、2016年1月、角川文庫）

### 対談、インタビュー
- ジェットストリーム・トークセッション……思春期は終わらない!? （『ファウスト』Vol.1、2003年9月） - 斎藤環、滝本竜彦との座談会。
- 4号連続企画 佐藤友哉'05（『活字倶楽部』2005年春号 - 2006年冬号） - 連続インタビュー
  - 第1章 フィーバーの真相を追う、第2章 "佐藤文学"のルーツを辿る、第3章 "あの頃のぼく"を振り返る、最終章 ようこそ、ぼくのお茶会へ
- 座談会 「僕たちのスーパー小説」 （『群像』2005年9月号） - 島本理生、乙一との座談会
- 『ファウスト』世界進出記念インタビュー・セッション「さらなる世界の最先端へ!」 （『ファウスト』Vol.6 SIDE-A、2005年11月） - 台湾版ファウスト編集部による、東浩紀、清涼院流水、佐藤、西尾維新への同時インタビュー。
- 文学への責務が残る （『新潮』2007年7月号） - 第20回三島由紀夫賞受賞記念対談。高橋源一郎との対談。
- 緊急初対談!佐藤友哉×西尾維新 5Years in Faust （『ファウスト』Vol.7、2008年8月） - 西尾維新との対談。
- 生まれも育ちも、空白だった――佐藤友哉インタビュー （同人誌『チョコレート・てろりすと』、第7回文学フリマ、2008年11月9日／『東浩紀のゼロアカ道場 伝説の「文学フリマ」決戦』に再録、2009年3月、講談社） - インタビュー自体は2004年11月に収録
- Talk Session:On the Occasion of the Publication of the U.S. Edition of Faust （FAUST 2、Del Rey、2009年6月） - 乙一、滝本竜彦、西尾維新との対談。太田克史も参加。2008年5月、KOBOCAFEで収録されたもの。
- NON STYLE石田の明語（2012年12月18日 - 、星海社運営Webサイト「最前線セッションズ」に掲載） - NON STYLEの石田明との対談。

### ボイスドラマ
- マウス二人芝居 もし太宰治が今現在の日本に現れたら（2020年6月、マウスプロモーション） - シナリオ

### 朗読劇
- ドラゴン桜（2019年7月・2020年1月、原作：三田紀房） - 脚本

## 海外への翻訳

### 台湾
単行本
尖端出版のライトノベルレーベル「浮文字」および文学レーベル「嬉文化」より刊行。
- 浮文字
  - 電影般的風格──鏡公彥理想的殺人方式（2006年2月、ISBN 978-9-57-103166-8） - フリッカー式 鏡公彦にうってつけの殺人
  - 搪瓷靈魂的比重──鏡稜子與變裝密室（2006年4月、ISBN 978-9-57-103207-8） - エナメルを塗った魂の比重 鏡稜子ときせかえ密室
  - 沉沒的鋼琴──鏡創士還原的犯罪拼圖（2006年6月、ISBN 978-9-57-103269-6） - 水没ピアノ 鏡創士がひきもどす犯罪
  - 聖誕節的恐怖份子 invisible x inventor（2007年3月、ISBN 978-9-57-103289-4） - クリスマス・テロル invisible × inventor
  - 鏡姐妹的飛行教室──鏡家事件外傳（2007年6月、ISBN 978-9-57-103391-4） - 鏡姉妹の飛ぶ教室〈鏡家サーガ〉例外編
- 嬉文化
  - 孩子們的憤怒憤怒憤怒（2008年4月、ISBN 978-9-57-103739-4） - 子供たち怒る怒る怒る

雑誌掲載
尖端出版『浮文誌』（台湾版『ファウスト』）に掲載。
- 紅色的莫斯科騾子（Vol.1、2006年2月） - 赤色のモスコミュール
- 黑色的寶礦力水得（Vol.2、2006年6月） - 黒色のポカリスエット
- 彩色的檸檬健怡可樂（濃縮版）（Vol.3 SIDE-A、2006年8月） - 虹色のダイエットコカコーラレモン（短縮版）
- 地獄島的女王 （Vol.4 SIDE-A、2007年8月） - 地獄の島の女王
- 對誰來說都不連續 （Vol.4 SIDE-A、2007年8月） - 誰にも続かない

### 韓国
単行本
鶴山文化社のレーベル「ファウストノベルズ」より刊行。
- 플리커 스타일-카가미 키미히코에게 어울리는 살인（2006年8月、ISBN 8952982401） - フリッカー式 鏡公彦にうってつけの殺人
- 에나멜을 바른 혼의 비중-카가미 료코와 변화하는 밀실（2007年7月、ISBN 978-8-95-299197-3） - エナメルを塗った魂の比重 鏡稜子ときせかえ密室
  - 発売後、19禁に指定された。
- 수몰 피아노-카가미 소지가 되돌리는 범죄（2008年1月、ISBN 978-8-95-299198-0） - 水没ピアノ 鏡創士がひきもどす犯罪
- 크리스마스 테롤 invisible × inventor（2008年11月、ISBN 978-8-92-580029-5） - クリスマス・テロル invisible × inventor

雑誌掲載
鶴山文化社『파우스트』（韓国版『ファウスト』）に掲載。
- 붉은 색 모스크뮬（vol.1、2006年4月） - 赤色のモスコミュール
- 검은 색 포카리스웨트（vol.2、2006年8月） - 黒色のポカリスエット
- 무지갯빛 다이어트 코카콜라 레몬（vol.3、2007年1月） - 虹色のダイエットコカコーラレモン（短縮版）
- 지옥섬의 여왕（vol.4、2007年6月） - 地獄の島の女王
- 아무에게도 읽히지 않는（vol.4、2007年6月） - 誰にも続かない
- 나의 나약한 오빠（vol.5、2008年4月） - わたしのひょろひょろお兄ちゃん
- 대로봇 전쟁 전날 밤（vol.5、2008年4月） - 対ロボット戦争の前夜
- 나오미에게 바친다-사랑도 오욕 속에（vol.5、2008年4月） - ナオミに捧ぐ 愛も汚辱のうちに
- 착한 남자（vol.6 SIDE-A、2009年7月） - 憂い男
- 사랑스러운 눈매, 입은 초록（vol.6 SIDE-A、2009年7月） - 愛らしき目元口は緑
- 레이디（vol.6 SIDE-A、2009年7月） - レディ

### アメリカ
- 小説
  - Gray-Colored Diet Coke（FAUST 2、Del Rey、2009年6月） - 灰色のダイエットコカコーラ（『灰色のダイエットコカコーラ』所収のもの）
  - DENDERA（Haikasoru/VIZ media、2015年2月17日） - デンデラ（新潮社、2009年）
- エッセイ
  - Yûya Satô's Counseling Session（FAUST 1、Del Rey、2008年8月） - 佐藤友哉の人生・相談（『ファウスト』Vol.1、講談社、2003年9月）
  - Yûya Satô's Counseling Session（FAUST 2、Del Rey、2009年6月） - 佐藤友哉の人生・相談（『ファウスト』Vol.2、講談社、2004年2月

## メディア化作品

### 映画化
- デンデラ（監督：天願大介、2011年6月25日公開）

### 漫画化
- 転生！ 太宰治 転生して、すみません（作画：須賀今日助、2021年5月-2022年2月、一迅社、ZERO-SUMコミックス、全2巻）